# 林伍德 (华盛顿州)
林伍德（Lynnwood）位於美國華盛頓州斯诺霍米什县南部。為斯诺霍米什县第三大及華盛頓州第28大城。2020年美国人口普查時人口為40607人，该市拥有整个西雅图地区相对较多的韩国裔人口。林伍德坐落於5號州際公路和405號州際公路北端的交叉處，是西雅图都会区最北端的城市。林伍德的气候相对比较湿凉, 為都市、郊區、小城市與「宜居社區」的混合體。该市拥有發達的零售業和完善的生活设施, 城市内遍布許多小型企業、餐馆、商場、超市和零售店,生活极为便利。在该市的東部，即为著名的Alderwood購物中心。在林伍德北部和埃弗里特 (华盛顿州)的交界处, 还座落着「大西雅圖」地区第二大的民用机场佩恩机场。 随着连通整个西雅图都会区的海湾轻轨于2024年夏季延伸通车至该市, 将使得从林伍德到达西雅图市中心和其他区域的时间大幅缩短。 如今,林伍德已逐渐成為西雅图北部和斯诺霍米什县南部的「樞紐城市」。

## 著名人士
- 辛扎雅·馬拉卡，《美國偶像》參賽者。

## 外部連結
- https://www.lynnwoodwa.gov/Home （页面存档备份，存于）
- 中的“林伍德 (华盛顿州)”

1. ↑  . United States Census Bureau.   [2008-01-31].
2. ↑  . United States Geological Survey. 2007-10-25  [2008-01-31].